# فيسنتي بيلدا
فيسنتي بيلدا (بالإسبانية: Vicente Belda)‏ هو دراج إسباني، ولد في 12 سبتمبر 1954 في ألفافارا في إسبانيا.

## وصلات خارجية
- فيسنتي بيلدا على موقع أرشيف الدراجات (الإنجليزية)
- فيسنتي بيلدا على موقع إحصائيات الدراجات الإحترافية (الإنجليزية)
- فيسنتي بيلدا على موقع CycleBase (الإنجليزية)